# Abdosetae hamata
Espèce
Abdosetae hamata est une espèce d'araignées aranéomorphes de la famille des Phrurolithidae.

## Distribution
Cette espèce est endémique de Hainan en Chine,.

## Description
Les mâles mesurent de 1,85 à 2,12 mm et les femelles de 2,09 à 2,40 mm.

## Publication originale
- Jin, Fu & Zhang, 2015 : A review of the genus Abdosetae (Araneae: Phrurolithidae) from China. Zootaxa, no 4007(1), p. 91-103.